# Amelia Maughan
Amelia Maughan (* 16. Mai 1996 in Hammersmith, London) ist eine britische Schwimmerin.

## Biografie
Maughan, die für Bournemouth startete, nahm am Europäischen Olympischen Sommer-Jugendfestival 2009 im finnischen Tampere teil und gewann die Goldmedaille über 100 Meter Freistil sowie Bronzemedaillen über 50 Meter Freistil und mit der 4-mal-100-Meter-Freistilstaffel. Die britische 4-mal-100-Meter-Lagenstaffel mit Maughan als Schlussschwimmerin belegte den vierten Platz. Auch in den folgenden Jahren erreichte Maughan mehrere Medaillen bei internationalen Jugendmeisterschaften: Neben der Bronzemedaille über 100 Meter Freistil bei den Europameisterschaften 2012 gewann die Engländerin mit der 4-mal-100-Meter-Freistilstaffel Silber bei den Europameisterschaften 2011 und 2012 sowie Bronze bei den Weltmeisterschaften 2011 im peruanischen Lima.
Im Juli 2014 gewann Maughan bei den Commonwealth Games im schottischen Glasgow gemeinsam mit Siobhan-Marie O’Connor, Ellie Faulkner und Rebecca Turner die Bronzemedaille über 4 × 200 Meter Freistil, außerdem nahm Maughan mit der englischen Staffel an den Vorläufen über 4 × 100 Meter Freistil teil, wurde im Finale beim Gewinn der Silbermedaille allerdings nicht eingesetzt. Im August 2014 schwamm Maughan bei den Olympischen Jugendspielen im chinesischen Nanjing und gewann gemeinsam mit Charlotte Atkinson, Georgina Evans und Jessica Fullalove die Silbermedaille über 4 × 100 Meter Lagen, über 200 Meter Freistil verpasste die Engländerin hinter den Chinesinnen Shen Duo und Qiu Yuhan sowie der Australierin Brianna Throssell nur knapp eine weitere Medaille.
Nach der Hochschulreife an der Kingswood School im südwestenglischen Bath nahm Maughan ein Studium an der University of Florida auf und schloss dieses im Jahr 2019 mit einem Bachelor of Arts in Anthropologie sowie einem Bachelor of Science in Psychologie ab. Anschließend studierte Maughan Sportpsychologie an der Loughborough University.